# ویلیام دویت الکساندر
ویلیام دیویت الکساندر (۲ آوریل ۱۸۳۳ – ۲۱ فوریه ۱۹۱۳) آموزگار، نویسنده و زبان‌شناس در پادشاهی هاوایی و جمهوری هاوایی بود. وی سپس نقشه‌هایی را برای منطقه هاوایی به وجود آورد.

## اوایل زندگی
اسکندر در ۲ آوریل ۱۸۳۳ در هونولولو متولد شد. پدر وی مبلغی به نان ویلیام پترسون الکساندر و مادرش مری آن مک کینی بود. نام وی را از نام ویلیام ردکلیف دوویت (۱۷۶۷–۱۸۶۷) کشیش پروتستان مادر او گرفتند، که مادر و برادرش ادموند مک کینی را متقاعد کرد تا آن‌ها نیز مبلغ شوند. وی در سال ۱۸۴۹ از مدرسه پوناهو فارغ‌التحصیل شد و برای ثبت نام در ییل به نیوانگلند سفر کرد. وی در سال ۱۸۵۵ به عنوان سالوتاتوریان، استاد هنر شد و در سال ۱۸۵۸ از ییل مدرک کارشناسی دریافت کرد و عضوی از محفل مخفی جمجمه و استخوان بود. او به هاوایی بازگشت و به عنوان استاد یونان و تاریخ به عضویت هیئت علمی مدرسه پوناهو درآمد. وی در سال ۱۸۶۱ با ابیگل شارلوت بالدوین (۱۹۱۳–۱۸۳۳)، دختر مبلغی به نام دویت بالدوین ازدواج کرد. وی در تابستان ۱۸۶۴ چهارمین رئیس‌جمهور پوناهو (که آن زمان کالج اواهو نامیده می‌شد) و جایگزین سیروس تی میلز شد. سپس میلز و همسرش سوزان تولمان، کالج میلز را تأسیس کردند.

## خانواده و مرگ
ییل در سال ۱۹۰۳ به وی دکترای افتخاری دکترای حقوق اعطا کرد. وی در ۲۱ فوریه ۱۹۱۳ در مرکز پزشکی ملکه در هونولولو درگذشت. او و همسرش در قبرستان کلیسای کاوائیاهائو، آن سوی خیابانی که محل تولد وی است، به خاک سپرده شده‌اند. دختر ماری شارلوت الکساندر (۱۸۷۴–۱۹۶۱) شرح حال پدربزرگ‌هایش و تاریخچه هاوایی را نوشت. دختر اگنس بالدوین الکساندر (۱۹۷۱–۱۸۷۵) پیرو آیین بهائی و نویسنده شد. او زبان اسپرانتو را آموخت و به ژاپن نقل مکان کرد. پسران وی ویلیام داگلاس الکساندر (۱۸۶۱–۱۹۳۶)، آرتور چمبرز الکساندر (۱۸۶۳–۱۹۵۴) و هنری ادوارد منسفیلد الکساندر (۱۰ ژوئن ۱۸۶۸–۲۲ اوت ۱۹۰۰) هستند. ویلیام داگلاس (گاهی اوقات به نام WD الکساندر جونیور نیز شناخته می‌شود)، در طول زلزله سان فرانسیسکو در سال ۱۹۰۶ در سان فرانسیسکو بود. او فقط با چند کاغذ مهم که در کتش پر شده بود زنده ماند. آرتور استاد فیزیک در دانشگاه کالیفرنیا، برکلی شد و کتاب درسی خود را نوشت.